# Schwarzkopf-Milchling
Der Schwarzkopf-Milchling oder Mohrenkopf-Milchling, kurz Mohrenkopf (Lactarius lignyotus), auch Mohrenköpfiger Milchling, ist eine Pilzart aus der Familie der Täublingsverwandten (Russulaceae). Er ist ein mittelgroßer Milchling mit einem schwarzbraunen Hut und einem langen, ebenfalls schwarzbraunen Stiel. Im Gegensatz dazu stehen die weißen Lamellen. Die wässrigweiße Milch färbt sich an der Luft lachsrosa. Dieser Milchling kommt in Gebirgsnadelwäldern unter Fichten recht häufig vor und ist ein geschätzter Speisepilz. In weiten Teilen Deutschlands ist er allerdings sehr selten. Der Pilz wird im Volksmund auch Essenkehrer, Schornsteinfeger, Schwarzfußmilchling oder Pasterle genannt.

## Merkmale

Die Lamellen auf der Hutunterseite laufen runzelig am Stiel herab und wechseln abrupt zur braunen Stielfarbe.

### Makroskopische Merkmale
Der Hut wird 2–6 cm breit und schirmt schnell auf. Er ist braun bis schwarz und hat in der mittigen Senke immer einen mehr oder weniger ausgeprägten kleinen, spitzigen Buckel (Papille). Andere Farbvarianten von hellbraun bis fast weiß sind möglich. Die Oberfläche ist fein samtig und matt, oft mit vielen Adern und Runzeln. Der 4–12 cm hohe Stiel hat etwa die gleiche Farbe wie der Hut und hat auch dessen samtige Oberfläche. An der Spitze ist er fast immer gefurcht, denn die Lamellen laufen ein wenig an ihm herab. Sie sind weißlich und bilden einen starken farblichen Kontrast zu Stiel und Hut. Erst im Alter werden sie weißlich-ocker. Der Stiel ist farblich scharf abgegrenzt zu den hellen Lamellen, es gibt keinen allmählichen Übergang in die andere Farbe. Das Fleisch ist weißlich; die daraus austretende Milch ist wässrig und färbt an der Luft langsam lachsrosa. Es schmeckt mild nussartig, bisweilen auch leicht bitter.
Das Sporenpulver ist blass cremefarben bis gelblich-orange und amyloid.

### Mikroskopische Merkmale
Die Sporen sind rund bis breit elliptisch und messen durchschnittlich 9,0–9,3 µm × 8,3–8,5 µm. Der Q-Wert (Quotient aus Sporenlänge und -breite) ist 1,0–1,2. Das Sporenornament wird bis zu 1,8 µm hoch und besteht aus wenigen Warzen und unregelmäßigen, gratigen Rippen, die mehrheitlich zu einem unvollständigen Netz verbunden sind. Der Hilarfleck ist im äußeren Teil amyloid. Die schmalkeuligen Basidien sind 55–70 µm lang und 10–14 µm breit und sind – wie bei den meisten Milchlingen – viersporig.
Die zahlreichen Pleurozystiden kommen in Form von Parazystiden vor. Sie messen 30–65 µm × 5–9 µm und sind mehr oder weniger zylindrisch und teilweise septiert oder verzweigt. Die Lamellenschneiden sind steril und mit zahlreichen Parazystiden besetzt. Diese sind 15–40 µm lang und 4–6 µm breit. Auch sie sind mehr oder weniger zylindrisch bis schmal keulig und oft leicht gewunden oder unregelmäßig, teilweise sind sie verzweigt und mehrfach septiert. Wie die Pleurozystiden sind sie dünnwandig und durchscheinend (hyalin). Die für Milchlinge typischen Makrozystiden fehlen.
Die Huthaut (Pileipellis) ist ein Hymenoepithelium und besteht aus rundlichen, ovalen bis birnenförmigen 10–30 µm langen und 6–16 µm breiten Zellen. Aus diesen Zellen entspringen in der obersten Lage die zylindrisch bis keuligen Hyphenenden, die etwa 15–40 µm lang und 4–10 µm breit sind und im Zellinneren einen braunen Farbstoff enthalten.

## Artabgrenzung
Der Schwarzkopf-Milchling ist normalerweise leicht zu erkennen. Typisch für ihn ist der auffallende Kontrast der weißen Lamellen zum schwarzbraunen Hut, die auffallend rillig geriefte Stielspitze und die sich rosa verfärbende Milch. Mikroskopisch ist er durch seine großen, runden Sporen mit dem groben, stachelig wirkenden Sporenornament gekennzeichnet. Ähnlich ist vielleicht noch der dunkelhütige Pechschwarze Milchling (Lactarius picinus), der an vergleichbaren Standorten vorkommen kann. Er hat jedoch einen glatten Hut und einen völlig glatten, viel kräftigeren Stiel. Außerdem hat sein Hut keine Papille und seine Milch schmeckt scharf. Eine gewisse Ähnlichkeit hat auch der ungenießbare Rußbraune Milchling (Lactarius fuliginosus), der aber im Laubwald vorkommt und eine bittere Milch hat.

## Ökologie
Bevorzugter Lebensraum sind Gebirgsnadelwälder mit saurem Boden. Als Mykorrhizapilz geht der Schwarzkopf-Milchling besonders gerne Symbiosen mit Fichten ein. Er wächst von August bis Oktober und kann an günstigen Standorten auch in Massen auftreten, normalerweise erscheint er jedoch einzeln oder in kleineren Gruppen.

## Verbreitung

Verbreitung des Schwarzkopf-Milchlings in Europa. Grün eingefärbt sind Länder, in denen der Milchling nachgewiesen wurde. Grau dargestellt sind Länder ohne Quellen oder Länder, die außerhalb von Europa liegen.

Der Schwarzkopf-Milchling kommt in Nordamerika (USA, Kanada), Nordasien (Japan, Korea) und Europa vor. In Nordamerika ist er besonders im Nordosten verbreitet und bildet hier einen Artenkomplex, mit mehreren Varietäten oder Unterarten.
In Europa ist der Milchling teilweise recht häufig, aber ungleichmäßig verbreitet. Als boreale und montane Art ist er besonders in Skandinavien und Nordosteuropa verbreitet, während er in Süd- und Mitteleuropa fast ausschließlich im Bergland vorkommt.
In Deutschland ist der Milchling von der dänischen Grenze bis in die Alpen hinein ungleichmäßig verbreitet. In Nord-, West- und Mitteldeutschland ist der Milchling selten bis sehr selten. Nur in Süddeutschland und besonders in Bayern ist der Milchling etwas häufiger. Da der Pilz fast ausschließlich in Gebirgsnadelwäldern vorkommt, findet man ihn meist nur in den Alpen, dem Alpenvorland, im Schwarzwald, dem Bayerischen und Oberpfälzer Wald, im Fichtelgebirge und Frankenwald, im Thüringer Wald und Schiefergebirge, im Erzgebirge und im Harz. Im Rheinischen Schiefergebirge und in der Rhön ist der Schwarzkopf-Milchling selten. In Österreich und der Schweiz ist der Milchling wie in Bayern ziemlich häufig.
Der Milchling steht in vielen Bundesländern auf der Roten Liste. In Baden-Württemberg und Niedersachsen wird er in der Gefährdungskategorie RL3 gelistet und in Hessen, Saarland und Rheinland-Pfalz gilt die Art als stark bedroht (RL2). In Schleswig-Holstein (RL1) ist sie gar vom Aussterben bedroht. Auch in Nordrhein-Westfalen und Mecklenburg-Vorpommern ist die Art extrem selten und daher potentiell vom Aussterben bedroht.

## Bedeutung
Der Schwarzkopf-Milchling ist ein hervorragender Speisepilz.